# Peroxisom
Et peroxisom (IPA: [pɛɜˈɹɒksɪˌsoʊm])  er en membranindkapslet organelle (tidligere kendt som et ”microbody”), der findes i cytoplasmaen for næsten alle eukaryote celler . Peroxisomer er oxidative organeller. Ofte tjener molekylært ilt som et co-substrat, hvorfra brintoverilte (H2O2) dannes. Peroxisomer er navngivet efter deres brintoverilte-genererende -og borteliminerende egenskaber. De udfører nøgleroller i lipidmetabolismen og omdannelsen af reaktive iltarter, specifikt brintoverilte
Peroxisomer er involveret i katabolismen af meget langkædede fedtsyrer, forgrenede fedtsyrer, galdesyrer (i leveren), D-aminosyrer, polyaminer, reduktion af reaktive iltarter [3] og biosyntese af plasmalogener (etherphospholipider), der er kritiske for den normale funktion af pattedyrs hjerner og lunger [4]. De indeholder også ca. 10% af den totale aktivitet af to enzymer (Glucose-6-phosphat dehydrogenase og 6-Phosphogluconate dehydrogenase) i pentosefosfatvejen [5], som er vigtig for energimetabolismen. [4] Det diskuteres stadig, om peroxisomer er involveret i isoprenoid- og kolesterolsyntese hos dyr. Andre kendte peroxisomale funktioner inkluderer glyoxylatcyklus i spirende frø ("glyoxysomer"), fotorespiration i blade, [6] glykolyse i trypanosomer ("glycosomer") og metanol og / eller aminoxidation og assimilering i nogle gærer.

## Historie
Peroxisomer (mikrobodies) blev først beskrevet af en svensk doktorand, J. Rhodin i 1954. [7] Efterfølgende blev de identificeret som organeller af den belgiske cytolog Christian de Duve i 1967, [8] De Duve og hans forskningsgrupppe opdagede, at peroxisomer indeholder flere oxidaser involveret i produktionen af brintoverilte (H2O2) samt katalase involveret i nedbrydningen af H2O2 til ilt og vand. På grund af deres rolle i brintoverilte-metabolismen navngav De Duve dem "peroxisomes", og erstattede det tidligere anvendte morfologiske udtryk "microbodies". Senere blev det beskrevet, at proteinet luciferase fra ildfluer er målrettet mod peroxisomer i pattedyrceller. Dette bidrog til opdagelse af specifikke peptid-sekvensen der sørger for at peroxisomproteiner bliver lokaliseret til netop proxisomerne ikke andre organeller, hvilket medførte en række signifikante fremskridt i peroxisomforskningen [9] [10].

## Struktur
Peroxisomer er små (0,1-1 µm diameter) subcellulære rum (organeller) med en fin indre, granulær matrix. Peroxisomer er indkapslet af en enkelt membran bestående af to lag fedtsyre, med en hydrofob kerne og hydrofil ydre struktur, og kan findes i cytoplasmaet i en celle. [11] [12]
Ved at have et aflukket og indkapslet miljø, skabes der et optimeret miljø til en række forskellige metaboliske reaktioner der kræves for at opretholde cellulære funktioner og levedygtighed af organismen.
Antallet, størrelsen og proteinsammensætningen af peroxisomer er varierende og afhænger af celletype og miljøbetingelser.
For eksempel i bagegær (Saccharomyces cerevisiae), observeret, at der med god glukosetilførsel kun er nogle få, små peroxisomer til stede. I modsætning hertil, når gærerne blev leveret med langkædede fedtsyrer som eneste kulstofkilde, kan der dannes op til 20 til 25 store peroxisomer.
I bagegær (Saccharomyces cerevisiae) for eksempel, findes kun ganske få og små peroxisomer når man kultiverer bagegær i et medie tilsat glukose som den primære kulstofkilde. Kultivere man derimod bagegær i et medie indeholdende langkædede fedtsyre som eneste kulstofkilde, kan der dannes et større antal peroxisomer der er synlige i et lysmikroskop [13].

## Metaboliske funktioner
En af peroxisomets primære funktioner er nedbrydningen af meget langkædede fedtsyrer gennem beta-oxidation. I dyreceller omdannes de lange fedtsyrer til mellemlange fedtsyrer, som derefter importeres ind i mitokondrierne, hvor de til sidst nedbrydes til kuldioxid og vand. I gær- og planteceller udføres denne proces udelukkende i peroxisomer. [14] [15]
Dannelsen af plasmalogen i dyreceller forekommer også i peroxisomer. Plasmalogen er det mest udbredte phospholipid i aksoners myelin. Mangel på plasmalogener forårsager forandring i myeliniseringen af nerveceller, hvilket er en af grundene til, at mange peroxisomale lidelser påvirker nervesystemet. [14] Peroxisomer spiller også en rolle i produktionen af galdesyrer, der er vigtige for absorptionen af fedt og fedtopløselige vitaminer, såsom vitamin A og K. Mange hudlidelser af genetisk afstamning påvirker peroxisomets funktion som resultat [15].
De specifikke metaboliske veje, der udelukkende forekommer i peroxisomer fra pattedyr, er: [4]
• α-oxidation af phytansyre
• β-oxidation af meget langkædede og flerumættede fedtsyrer
• Biosyntese af plasmalogener
• Konjugering af kololsyre som en del af galdesyresyntese
Peroxisomer indeholder oxidative enzymer, såsom D-aminosyreoxidase og urinsyreoxidase [16]. Imidlertid er det sidste enzym fraværende hos mennesker, hvilket forklarer sygdommen kendt som gigt, forårsaget af ophobning af urinsyre. Visse enzymer i peroxisomet fjerner hydrogenatomer fra specifikke organiske substrater (mærket R) ved hjælp af molekylært ilt ved en oxidativ reaktion, hvorved der produceres brintoverilte (H2O2, hvilket i sig selv er giftigt):
{\displaystyle {\ce {RH + O2 -> R + H2O2}}}
Et andet peroxisomal enzym, katalase, bruger denne H2O2 til at oxidere andre substrater, herunder fenoler, myresyre, formaldehyd og alkohol ved hjælp af peroxidationsreaktioner:
{\displaystyle {\ce {H2O2 + R' H2 -> R' + 2H2O}}}, hvilket eliminerer den giftige brintoverilte.
Denne reaktion er vigtig i lever- og nyreceller, hvor peroxisomerne afgifter forskellige giftige stoffer, der kommer ind i blodet. Cirka 25% af den ætanol, som mennesker spiser ved at drikke alkoholholdige drikkevarer, oxideres til acetaldehyd på denne måde [14]. Når overskydende H2O2 akkumuleres i cellen, konverterer den desuden til H2O gennem denne reaktion:
{\displaystyle {\ce {2H2O2 -> 2H2O + O2}}}
Højere planter indeholder et arsenal af antioxidative enzymer, såsom superoxiddismutase, komponenterne i ascorbat-glutathion-cyklussen og NADP-dehydrogenaser i pentose-phosphat-vejen. Det er blevet påvist, at peroxisomer genererer superoxid (O2 • -) og nitrogenoxid (• NO) radikaler [17] [18]. Derudover har man blandet påvist at disse reaktive iltarter fungere som signalmolekyler i planter og dyr, i relation til en sund aldring og dertil aldersrelaterede lidelser hos mennesker [19].
I planteceller polariseres peroxisomet når planten bekæmper trusler fra patogener såsom potentielle svampeinfektioner og indtrængning. En eventuel infektion får plantecellen til at overproducere glukosinolatmolekyler som værende et antimykotisk forsvarsstof til at afværge truslen. Glukosinolat er derefter leveret ud af cellen til et intercellulære rum imellem plantcellevæggen til af bekæmpe svampen. Leveringen er glukosinolat er afhængig af de to peroxisomale proteiner, PEN2 og Pen3 [20]. Peroxisomer hos pattedyr og mennesker bidrager også til anti-viralt forsvar [21] og bekæmpelse af patogener [22].

## Peroxisomdannelse og formation
Peroxisomer kan afledes fra den endoplasmatiske retikulum under visse eksperimentelle betingelser og replikere ved membranvækst og opdeling af forudgående organeller [23] [24] [25]. Peroxisomale matrixproteiner translateres i cytoplasmaet før import. Specifikke aminosyresekvenser (PTS eller peroxisomale transportsekvenser) ved C-terminus (PTS1) eller N-terminus (PTS2) af peroxisomal matrixproteiner signaliserer, at de skal importeres til peroxisomet via hjælpeproteiner.
Der er i øjeblikket 36 kendte proteiner involveret i peroxisomdannelse og vedligeholdelse, kaldet peroxiner [26] og som deltager i processen med peroxisomformation i forskellige organismer. I pattedyr er der 13 karakteriserede peroxiner. I modsætning til proteinimport til det endoplasmatiske retikulum (ER) eller mitokondrier, behøver proteiner ikke at blive udfoldet for at blive importeret til det peroxisomale matrix (lumen). Matrixproteinimportreceptorer, peroxinerne PEX5 og PEX7, ledsager deres fragt (protein) indeholdende henholdsvis et PTS1- eller en PTS2-aminosyresekvens helt til peroxisomet, hvor de frigiver lasten i den peroxisomale matrix og vender derefter tilbage til cytosolet.
Derudover findes en variant af peroxisomalt proteinimport kaldet ”piggy backing”. Proteiner, der transporteres ved denne unikke metode, har ikke et kanonisk PTS, men binder sig til et PTS-protein, der så importeres som et proteinkompleks [27]. En model, der beskriver importcyklussen, kaldes den udvidede shuttle-mekanisme. [28] Der er nu bevis for, at ATP-hydrolyse er påkrævet til genanvendelse af receptorer til cytosolet. Ubiquitination er også afgørende for eksporten af PEX5 fra peroxisomet til cytosolet. Biogenesen af den peroxisomale membran og indsættelsen af peroxisomale membranproteiner (PMP'er) kræver peroxinerne PEX19, PEX3 og PEX16. PEX19 er en PMP-receptor og chaperon, der binder PMP'erne og dirigerer dem til den peroxisomale membran, hvor den interagerer med PEX3, et peroxisomalt integralt membranprotein. PMP'er indsættes derefter i den peroxisomale membran.
Nedbrydning af peroxisomer kaldes pexophagy. [29]

## Peroxisomale interaktioner og kommunikation
De forskellige funktioner i peroxisomet kræver dynamiske interaktioner og samarbejde med mange organeller involveret i cellulær lipidmetabolisme, såsom det endoplasmatiske retikulum (ER), mitokondrier, lipiddråber og lysosomer. [30]
Peroxisomer interagerer med mitokondrier i adskillige metaboliske veje, herunder β-oxidation af fedtsyrer og metabolismen af reaktive iltarter. [4] Begge organeller er i tæt kontakt med det endoplasmatiske retikulum (ER) og deler flere proteiner, herunder organelle fissionsfaktorer. [31] Peroxisomer interagerer også med det endoplasmatiske retikulum (ER) i syntesen af etherlipider (plasmalogener), som er vigtige for nerveceller (se ovenfor). Fysisk kontakt mellem organeller formidles ofte af membrankontaktsteder, hvor membraner fra to organeller er fysisk bundet for at muliggøre hurtig overførsel af små molekyler, organel kommunikation som er afgørende for koordinering af cellulære funktioner og dermed menneskers sundhed. [32] Ændringer af membrankontakter er blevet observeret i forskellige sygdomme.

## Associerede medicinske tilstande
Peroxisomale lidelser er en klasse af medicinske tilstande, der typisk påvirker det menneskelige nervesystem såvel som mange andre organsystemer. To almindelige eksempler er Adrenoleukodystrofi og peroxisom biogeneseforstyrrelser [33] [34].

## Relaterede gener
PEX-gener koder for peroxisome-relaterede proteins ("peroxiner"), der kræves til korrekt peroxisomdannelse, som beskrevet ovenfor. Membranformation og -vedligeholdelse kræver tre af disse (peroxiner 3, 16 og 19) og kan forekomme uden import af matrixenzymerne (lumen). Delingen er peroxisomet til datterperoxisomer reguleres af proteinet, Pex11p.
Gener, der koder for peroxinproteiner inkluderer: PEX1, PEX2 (PXMP3), PEX3, PEX5, PEX6, PEX7, PEX9 [35] [36], PEX10, PEX11A, PEX11B, PEX11G, PEX12, PEX13, PEX14, PEX16, PEX19, PEX26, PEX28, PEX30 og PEX31. Nummereringen -og funktionen af Pex-proteins variere mellem organismer.

## Evolutionær oprindelse
Proteinindholdet i peroxisomer varierer på tværs af arter eller organismer, men tilstedeværelsen af proteiner, der er fælles for mange arter, er blevet brugt til at antyde en endosymbiotisk oprindelse; det vil sige, peroxisomer udviklede sig fra bakterier, der invaderede større celler som parasitter, og meget gradvist udviklede et symbiotisk forhold. [37] Denne opfattelse er imidlertid blevet udfordret af de nylige opdagelser. [38] Som for eksempel peroxisome-frie mutanterlinjer, gendanne peroxisomer efter introduktion af vildtypegenet.
To uafhængige evolutionære analyser af det peroxisomale proteom fandt homologier mellem det peroxisomale importmaskineri og ERAD-vejen i det endoplasmatiske retikulum [39] [40] sammen med et antal metaboliske enzymer, der sandsynligvis blev rekrutteret fra mitokondrierne. [40] For nylig blev det antydet, at peroxisomet kan have haft en aktinobakteriel oprindelse [41], men dette er kontroversielt. [42]

## Andre relaterede organeller
Andre organeller i ”micro body” familien er relateret til peroxisomer. Dette inkluderer glyoxysomer i planter og filamentøse svampe, glycosomer i kinetoplastider, [43] og Woroninlegemer  filamentøse svampe.

## Yderligere læsning
·       Innovative Training Network PERICO
·       Schrader M, Costello J, Godinho LF, Islinger M (2015). "Peroxisome-mitochondria interplay and disease". J Inherit Metab Dis. 38 (4): 681–702. doi:10.1007/s10545-015-9819-7. PMID 25687155.
·       Schrader M, Fahimi HD (2008). "The peroxisome: still a mysterious organelle". Histochem Cell Biol. 129 (4): 421–440. doi:10.1007/s00418-008-0396-9. PMC 2668598. PMID 18274771.
·       Effelsberg D, Cruz-Zaragoza LD, Schliebs W, Erdmann R (2016). "Pex9p is a novel yeast peroxisomal import receptor for PTS1-proteins". Journal of Cell Science. 129 (21): 4057–4066. doi:10.1242/jcs.195271. PMID 27678487.
·       Yifrach E, Chuartzman SG, Dahan N, Maskit S, Zada L, Weill U, Yofe I, Olender T, Schuldiner M, Zalckvar E (2016). "Characterization of proteome dynamics in oleate reveals a novel peroxisome targeting receptor". Journal of Cell Science. 129 (21): 4067–4075. doi:10.1242/jcs.195255. PMID 27663510.
·       Mateos RM, León AM, Sandalio LM, Gómez M, del Río LA, Palma JM (December 2003). "Peroxisomes from pepper fruits (Capsicum annuum L.): purification, characterisation and antioxidant activity". Journal of Plant Physiology. 160 (12): 1507–16. doi:10.1078/0176-1617-01008. PMID 14717445.
·       Corpas FJ, Barroso JB (2014). "Functional implications of peroxisomal nitric oxide (NO) in plants". Frontiers in Plant Science. 5: 97. doi:10.3389/fpls.2014.00097. PMC 3956114. PMID 24672535.
·       Corpas FJ (November 2015). "What is the role of hydrogen peroxide in plant peroxisomes?". Plant Biology. 17 (6): 1099–103. doi:10.1111/plb.12376. PMID 26242708.
·        This article incorporates public domain material from the NCBI document "Science Primer".
·       This article incorporates text from the public domain Pfam and InterPro: IPR006708